# Gaynor Flanagan
Gaynor Anita Flanagan, coniugata Motley (Perth, 10 gennaio 1933 – 21 febbraio 1999), è stata una cestista australiana.

## Carriera
Con l'Australia ha disputato i Campionati del mondo del 1957, segnando 15 punti in 6 partite.